# Thayer (Kansas)
Thayer és una població dels Estats Units a l'estat de Kansas. Segons el cens del 2000 tenia 500 habitants.

## Demografia
Segons el cens del 2000, Thayer tenia 500 habitants, 183 habitatges, i 137 famílies. La densitat de població era de 288,1 habitants/km².
Dels 183 habitatges en un 39,3% hi vivien nens de menys de 18 anys, en un 59% hi vivien parelles casades, en un 12% dones solteres, i en un 24,6% no eren unitats familiars. En el 21,9% dels habitatges hi vivien persones soles el 6,6% de les quals corresponia a persones de 65 anys o més que vivien soles. El nombre mitjà de persones vivint en cada habitatge era de 2,73 i el nombre mitjà de persones que vivien en cada família era de 3,18.
Per edats la població es repartia de la següent manera: un 31,8% tenia menys de 18 anys, un 8,2% entre 18 i 24, un 30,4% entre 25 i 44, un 17,4% de 45 a 60 i un 12,2% 65 anys o més.
L'edat mediana era de 33 anys. Per cada 100 dones de 18 o més anys hi havia 92,7 homes.
La renda mediana per habitatge era de 35.288 $ i la renda mediana per família de 38.250 $. Els homes tenien una renda mediana de 25.625 $ mentre que les dones 18.906 $. La renda per capita de la població era de 13.497 $. Entorn del 8,9% de les famílies i el 9,9% de la població estaven per davall del llindar de pobresa.

## Poblacions més properes
El següent diagrama mostra les poblacions més properes.